# Loutrophoros

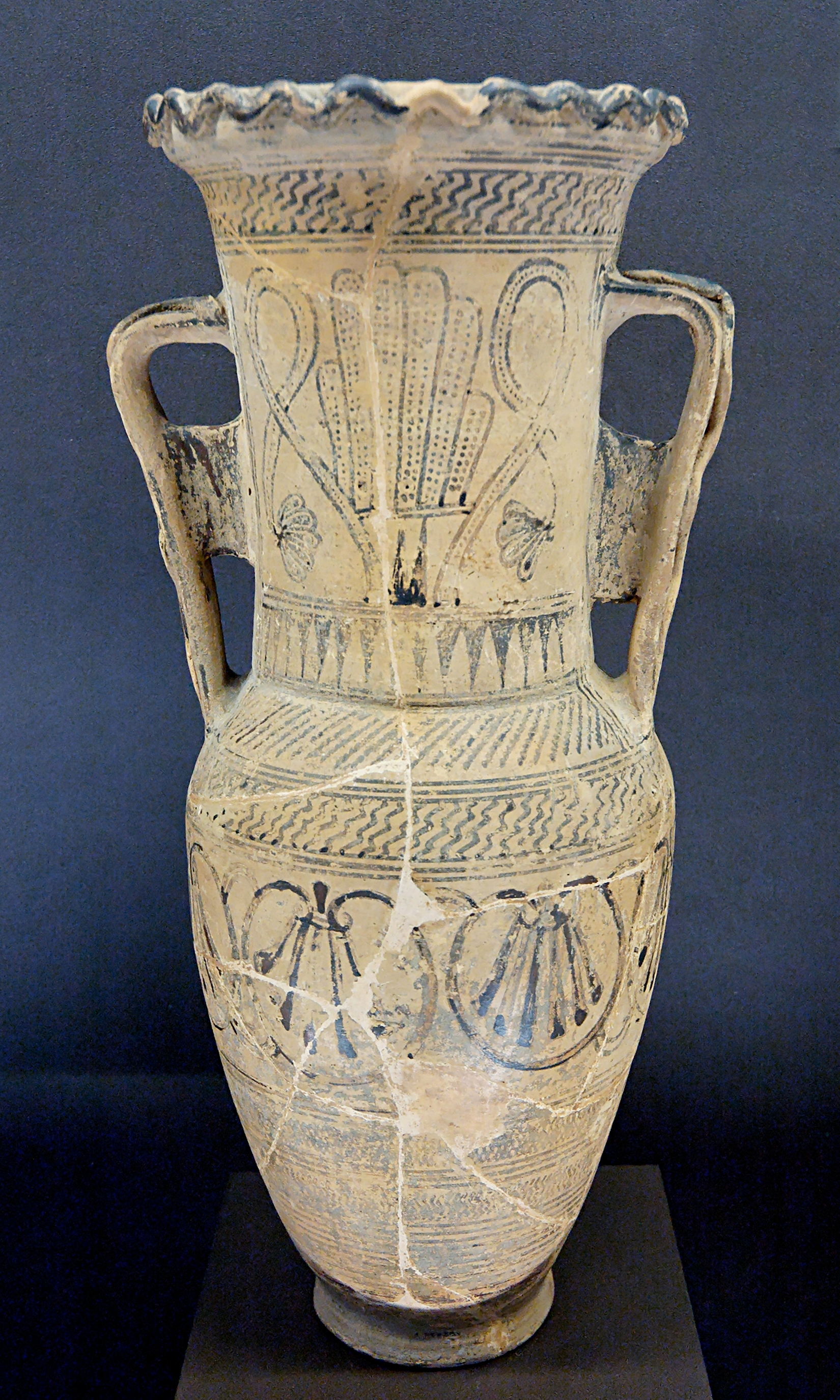
Loutrophoros protoattica del Pittore di Analato, 680 a.C. ca., Louvre (CA 1960).

La loutrophòros (greco antico: λουτροφόρος; etimologia greca: λουτρόν/loutròn e φέρω/pherō, tradotto in italiano: "acqua del bagno" e "portare") è un vaso greco antico in ceramica, di forma allungata, caratterizzato da un collo alto, generalmente della stessa misura della pancia, e da due anse impostate sulla spalla e appena sotto l'orlo. La loutrophoros è una forma vascolare ben attestata, restituitaci da numerosi siti archeologici del mediterraneo interessato dalla colonizzazione greca.
La loutrophoros è presente ad Atene dal tardo VIII secolo a.C. (come dimostrano le decorazioni in stile geometrico) e perdura sino al compimento dell'età ellenistica; acquisisce particolare rilevanza nell'area magno-greca dove a livello artistico si assiste ad un'evoluzione della forma vascolare che interessa soprattutto le anse, sempre più elaborate e barocche, e in generale la forma del vaso, più longilinea e slanciata.
Durante il primo periodo delle figure nere venne utilizzata come segnacolo tombale e per questa ragione alcuni esemplari si presentano privi di fondo. Nel V secolo a.C. venne impiegata principalmente per conservare l'acqua lustrale, acqua purificata destinata ad uso rituale, per la pulizia del corpo prima del matrimonio, o per la pulizia del corpo delle donne decedute ancora nubili. Le decorazioni della loutrophoros frequentemente sono connesse a queste destinazioni e rappresentano processioni o altri dettagli relativi alla preparazione della cerimonia nuziale, lamentazioni ed esposizioni dei defunti.
Il nome utilizzato per designare questa forma sembra essere ben attestato dalle fonti letterarie, dalle rappresentazioni vascolari e dai soggetti prevalentemente rappresentati sui vasi stessi.
Ne esisteva una variante a forma di hydria che presentava una terza ansa sul retro del vaso.